# 南泗乡
南泗乡，是中华人民共和国广西壮族自治区来宾市兴宾区下辖的一个乡镇级行政单位。

## 行政区划
南泗乡下辖以下地区：
南泗村、柳村、下莫村、大宝村、六五村、古辣村、陈寺村、高岭村、平田村、读村和铁帽山林场生活区。